# Abdena

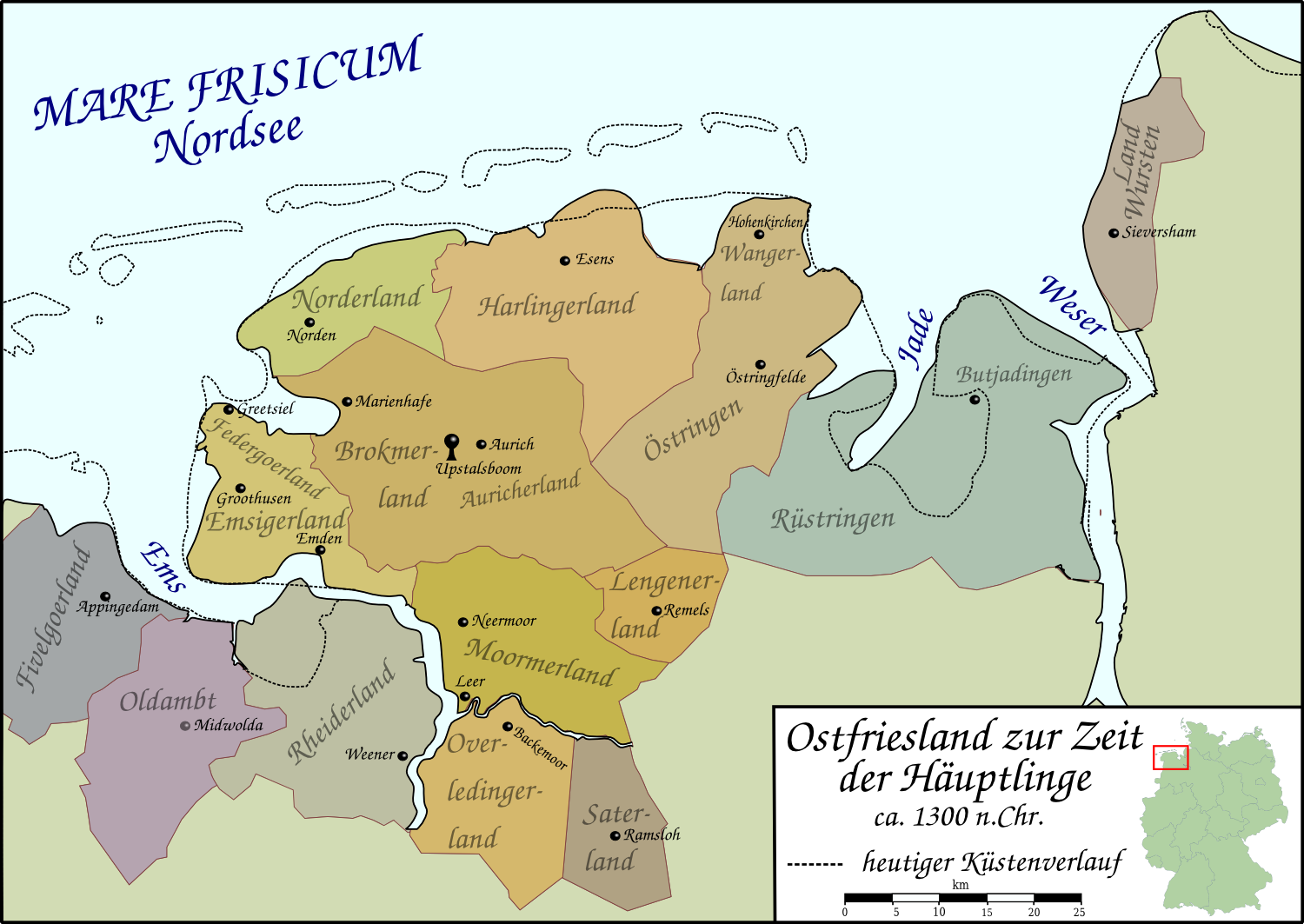
Oost-Friesland rond 1300

Abdena is de familienaam van een eens zeer machtig hoofdelingengeslacht uit Oost-Friesland. Omstreeks 1400 hadden de Abdena's met toestemming van de bisschop van Münster, de stad Emden en haar omgeving in bezit gekregen. Zij ontwikkelden de stad tot hun machtscentrum.   

## Geschiedenis
De oudst bekendste vertegenwoordiger is Wiard Droste tho Emetha, die rond 1300 in Emden een stins liet bouwen. Van de bisschop van Münster verwierf hij het toezicht op het munt- en douanewezen. Zijn kleinzoon Hisko Abdena slaagde erin om de invloed van Münster terug te dringen en de handelsbetrekkingen van Emden met Münster en Westfalen uit te bouwen. Bovendien startte hij met de voor de stad zeer lucratieve Stapelrechtheffing op alle voorbij varende schepen.  
De Abdena's raakten op een gegeven moment - naar aanleiding van de partijstrijd waarvan sprake was in heel Friesland tijdens de 14e en 15e eeuw - in conflict met een andere belangrijke hoofdelingenfamilie, de Tom Broks. Het conflict spitste zich toe om de macht over Oost-Friesland en zou de opmaat vormen tot de Grote Friese Oorlog (1413-1422), die zich over alle Friese landen zou uitbreiden. In deze strijd om de macht delfden de Abdena's uiteindelijk het onderspit. 
De laatste hoofdeling van het geslacht Abdena uit Emden was Hiskos zoon Immel, die de Abdena's ten tweeden male verbond met de  Victualiënbroeders. Imel werd bij een strafexpeditie geleid door de Hanze gevangengenomen en stierf in 1455 tijdens zijn gevangenschap in Hamburg.

## Belangrijke familieleden
- Wiard Abdena
- Kampo Abdena
- Hisko Abdena
- Immel Abdena